# St Just in Roseland
St Just in Roseland är en by och en civil parish i Cornwall i England. Orten har 1 069 invånare (2011).